# Magazine électronique du CIAC
Le Magazine électronique du CIAC (Centre international d’art contemporain de Montréal) est un magazine en ligne bilingue (français et anglais) traitant de sujets reliés à l'art numérique.

## Description
Le magazine a été créé en 1997. C'est le premier magazine électronique au Canada
Il propose des commentaires sur l’art numérique à travers le monde, des entrevues avec des artistes et des théoriciens, des essais, des dossiers spéciaux sur divers aspects de l’art numérique, sur les éditions successives de la Biennale de Montréal ou sur des œuvres. Il aborde ainsi tous les aspects de la cyberculture, de l'art et de la littérature en relation avec la technologie.
Ce magazine trimestriel assure la promotion des arts numériques et est voué à la discussion sur les nouvelles technologies en création visuelle.
Produit par le Centre international d’art contemporain de Montréal (CIAC), ce magazine a été dirigé pendant plusieurs années par Sylvie Parent et Anne-Marie Boisvert et depuis avril 2010 par Paule Mackrous.

## Historique des numéros du magazine
- no 1, septembre 1997
- no 2, novembre 1997
- no 3, décembre 1997 – janvier 1998
- no 4, février – mars 1998 : L’art et les nouvelles technologies à Montréal
- no 5, mai 1998 : L’art web au Québec
- no 6, décembre 1998 : Transarchitectures 02+03
- no 7, juin 1999
- no 8, septembre 1999 : La présence des femmes sur le web
- no 9, décembre 1999 : Hyperlittérature I  : l'hypertexte
- no 10, mars 2000 : Create = Destroy
- no 11, juin 2000 : Spécial web 3D
- no 12, janvier 2001 : Spécial Europe centrale et orientale
- no 13, juillet 2001 : Hyperlittérature II : le cybertexte
- no 14, octobre 2001 : Spécial sur l'art web au Québec
- no 15, été 2002 : Explorations sonores
- no 16, automne 2002 : Spécial Biennale de Montréal 2002 : esthétique = éthique
- no 17, automne 2003 : Hyperlittérature III : le texte en jeu
- no 18, mars 2004 : Mutations et monstres
- no 19, été 2004 : L'aléatoire
- no 20, automne 2004 : Spécial Biennale de Montréal 2004 : la ville virtuelle
- no 21, hiver 2005 : La ville virtuelle II : politique
- no 22, juin 2005 : La ville virtuelle III : espace public /  espace privé
- no 23, septembre 2005 : Bio-art
- no 24, hiver 2006 : Hyperlittérature IV : contraintes
- no 25, été 2006 : Paysages
- no 26, automne 2006 : Intermondes
- no 27, printemps 2007 : Spécial 10e anniversaire
- no 28, été 2007 : Webcinéma
- no 29, automne 2007 : On/off
- no 30, été 2008 : Nouvelle fiction
- no 31, automne 2008 : Second life art
- no 32, décembre 2008 : Netart@canada
- no 33, mai 2009 : Art du Net
- no 34, septembre 2009 : Créations collectives
- no 35, décembre 2009 : Jeux
- no 36, avril 2010 : Sons du Net
- no 37, septembre 2010 : Je est un autre
- no 38, décembre 2010 : Web hanté
- n° 39, 2011 : Chance
- n° 40, 2014 : Chine

## Sources (liens externes)
- Site officiel
- Archives du magazine